# بانكسي

رسمة لبانكسي تظهر في مدينة بريستول

بانكسي (بالإنجليزية: Banksy )‏. هو فنان جرافيتي إنجليزي مشهور ومجهول في نفس الوقت، يعتقد أن اسمه روبرت بانكسي من مواليد سنة 1974 وأصله من بلدة ييات القريبة من مدينة بريستول  إلا أنه لا يوجد تأكيد على هوية بانكسي الحقيقية وسيرته الذاتية تبقى غير معروفة ، ظهرت رسوماته المختلفة في العديد من المواقع في بريطانيا خصوصاً في مدينة بريستول ولندن وحول العالم منها في الضفة الغربية على الجدار العازل، تتنوع رسومات بانكسي في الموضوع وتشمل بأغلبها المواضيع السياسة والثقافية والاخلاقية.
كان عام 2003 أول ظهور لرسوم بانكسي على جدران بريستول، ولندن، وقد أثارت العديد من التساؤلات حول شخصه وأفكاره خصوصاً صورة الموناليزا وهي تحمل قنبلة.
في تاريخ 21 مايو 2007 حصل بانكسي على جائزة أعظم فنان يعيش في بريطانيا والتي وزعتها قناة أي تي في البريطانية وكما كان متوقعا لم يحضر بانكسي لاستلام جائزته واستمرت شخصيته مجهولة حتى اللحظة.
في سنة 2017 بمناسبة الذكرى المئوية لوعد بلفور، قام بانكسي بتمويل وتصميم فندق ذا وولد أوف في بيت لحم، وهو فندق مفتوح للعامة ويحتوي على غرف تطل على جدار الفصل العنصري صممها بانكسي وسامي موسى ودومينيك بيترين. كما يضم الفندق معرضًا للفن المعاصر.

## معرض صور

## وصلات خارجية
- بانكسي على موقع IMDb (الإنجليزية)
- بانكسي على موقع الموسوعة البريطانية (الإنجليزية)
- بانكسي على موقع مونزينجر (الألمانية)
- بانكسي على موقع ألو سيني (الفرنسية)
- بانكسي على موقع ميوزك برينز (الإنجليزية)
- بانكسي على موقع أول موفي (الإنجليزية)
- بانكسي على موقع قاعدة بيانات الأفلام السويدية (السويدية)
- بانكسي على موقع إن إن دي بي (الإنجليزية)
- بانكسي على موقع ديسكوغز (الإنجليزية)
- بانكسي على موقع قاعدة بيانات الفيلم (الإنجليزية)
- موقع بانكسي
- http://ekosystem.org
- artofthestate.co.uk
- نماذج من أعمال بانسكي